# André Rouilly
André Rouilly (* 25. Dezember 1913; † 9. April 1966 in Prilly) war ein Schweizer Feldhandballspieler, welcher ein Spiel für die Nationalmannschaft bestritt. Auf Clubebene spielte er für den Amis Gyms Lausanne.

## Club
Er spielte für den Amis Gyms Lausanne (AGL). Er spielte mindestens seit der Saison 1933/34 für den AGL. Dies war die zweite Saison im Schweizer Meisterschaft. Er spielte mindestens bis 1941 für den AGL. Er war Ehrenmitglied von Amis Gyms.

## Nationalmannschaft
Am 19. Mai 1935 spielte die Schweizer Nati ihr erstes Spiel gegen das deutsche Reich. In diesem Spiel war er nur Ersatzspieler und kam nicht zum Einsatz. Beim zweiten Spiel der Nati ebenfalls gegen die Deutschen am 6. Oktober 1935 in Bern spielte er sein einziges Länderspiel und schoss dabei ein Tor.

## Weitere Sportarten
Im Kugelstossen sind seine 12,57 m die 49-beste Weite des Kantons Waadt. Ebenso betrieb er Hochsprung.